# Rosalia Mera
Rosalía Mera Goyenechea (ur. 28 stycznia 1944 w A Coruña, zm. 15 sierpnia 2013 tamże) – hiszpańska bizneswoman, współzałożycielka imperium odzieżowego Inditex.